# 지장도
지장도(地藏圖)는 서울특별시 용산구 한남동 삼성미술관 리움에 있는 고려시대의 유물 보살도이다. 1984년 8월 6일 대한민국의 보물 제784호로 지정되었다.

## 개요
지장도(地藏圖)는 지옥의 고통에서 허덕이는 중생들을 극락세계로 인도해 준다는 보살인 지장보살을 그린 지장도이다. 지장을 그린 그림에는 일반적으로 지옥의 문전을 지키는 호법신이나 심판관들의 모습이 나타나는데, 이 그림에서도 지장을 본존으로 삼고 이들을 좌우 대칭으로 4구씩 세웠다. 
8구의 인물들은 본존에 비해 크기가 작고 아래쪽에 배열되어 전형적인 고려시대의 2단 구조를 보여주고 있다. 본존 밑에 있는 사천왕 사이로 보이는 2보살은 호법신인 제석과 범천으로 조선시대에도 이들은 보살모습으로 자주 표현되고 있다. 지장은 머리에 두건을 쓰고, 오른손은 어깨 높이까지 올려 투명한 여의주를 쥐고, 가슴 가운데 장식이 있는 목걸이와 화려한 옷차림을 하고 있다. 모든 인물들은 둥근 머리광배를 가지고 있는데, 지장은 머리광배 뒤에 다시 큰 원형의 광배를 나타내어 2중 광배를 이루고 있어 특징적이다. 다른 고려 불화보다 조금 무거운 느낌을 주지만 부드럽고 섬세한 필치와 정교한 채색으로 뛰어난 고려 불화의 기법을 볼 수 있는 작품이다.

## 참고 자료
- 지장도 - 국가유산청 국가유산포털